# دونغ فانغ 31
الدونغ فانغ 31 أو بالعربية رياح الشرق 31 أو كما يسميه حلف شمال الأطلسي CSS-9 هو صاروخ باليستي عابر للقارات من تصميم وانتاج جمهورية الصين الشعبية وهو من الصواريخ طويلة المدى المنطلقة من المنصات البرية المتحركة كالشاحنات وهو ثاني ابرز صاروخ في عائلة الدونغ فنغ رياح الشرق التي وضعتها الصين الشعبية.
صُمم الصاروخ لحمل رأس نووية واحدة بقدرة مليون طن من مادة التي ان تي أو 1 ميغاطن لعمل جنبا إلى جنب مع دونغ فانغ 41 والدونغ فانغ 5 والدونغ فانغ 4 والجي ال 2 ‏ الصواريخ الباليستية العابرة للقارات الذراع الطولي لجمهورية الصين الشعبية واقوى أسلحة الردع الصينية وحاليا دخل دونغ فانغ 31 الخدمة في فترة قريبة وتُشغله القوات الصاروخية الصينية من فيلق المدفعية الثاني (The Second Artillery Corps)، ويعتقد بعص الخبراء الغربيين ان التكنولوجيا المستخدمة بالصاروخ دونغ فانغ 31 شملت الكثير من مواصفات الصواريخ الباليستية الروسية الحالية خاصة وسائل الاختراق مثل الشراك الخداعية.

## أنـظـمـة الـتـوجـيـه
- نظام الملاحة بالقصور الذاتي
- نظام التموضع العالمي
- قمر صناعي مع اتصال مباشر وتحديث مستمر متواصل
- جهاز إستشعار الحركة INS: متوفر
- جهاز إستشعار الدوران (الجيروسكوب): متوفر

## تزويد الرؤوس النووية
كان من الطبيعي جدا ان تقوم الصين بتزويد صاروخه رؤوسًا نووية كبيرة وروعي عند تصميمه ان يقوم بحمل راس نووية كبيرة واحدة بقدرة 1 ميغاطن ما يعادل مليون طن منTNT وكذلك القدرة على حمل 2-4 رؤوس نووية بقدرات متفاوتة وهنا نجد ان القدرات النووية للصاروخ هي: حمولة للصاروخ تتراوح بين 1050 إلى 1750 كيلوغراما 1-راس نووية واحدة بقدرة 1 ميغاطن 2- راسي نوويتين بقدرة 150 كيلوطن 3- ثلاث رؤوس نووية بقدرة 90 كيلوطن 4- رؤوس نووية بقدرة 20 كيلوطن.

## التصميم
بدا معاهد التصميم الصينية في تطوير الصاروخ دونغ فانغ 31 نظرا لحاجة القوات الاستراتيجية الصينية إلى جيل جديد من الصواريخ العابرة للقارات ليحل محل الصاروخ المتقادم دي اف 4 وبدا تطوير الدونغ فانغ 31 جنبا إلى جنب مع تطوير الصاروخ الباليستي المنطلق من المنصات البحرية جي ال 2 وتم اختيار اكاديمية الفضاء الصاروخية الصينية ARMT كمقاول ومصمم للمشروع وكان اسم الصاروخ بالاول دونغ فانغ 23 لكن تم تغييره إلى دونغ فانغ 31 نظرا للاحتياجات وتم عرض الصاروخ لأول مرة في موكب العيد الوطني الصيني
وتمتلك القوات الصاروخية الصينية 30 صاروخ دي اف 31 وا ويعتقد انها ستصل إلى 50 صاروخا بحلول العام 2015 ونغ فانغ 31 (بعيد المدى).

## دي اف -31
وتوجد نسخة محسنة من الصاروخ تسمى DF31-A ويعتقد انها قامت ب11 محاولة اختبار وأول هذه الاختبارات كان بالعام 1999 وزود الصاروخ براس نووية وهمية لكن الاختبار فشل ثم اختبارين لاحقين بالعام 2000 نجحا ثم اختبار ناجح بالعام 2006 بسبتمبر لاصابة هدف على بعد 2500 كلم وتعتبر هذه النسخة تطوير وتحسين شامل للصاروخ شمل زيادة المدى والسرعة والدقة زادت بالنذر القليل ويمتلك التحديث نفس القطر بالمرحلة الأولى والثانية لكنه يصغر بالمرحلة الثالثة من الإطلاق ووصل الوزن الاجمالي للنسخة DF-13 A إلى 62000 كلغ أي أكثر ب20000 كلغ من الإصدار الاصلي للصاروخ.

## المستخدمون
- الصين